# Division II (NCAA)
Pour les articles homonymes, voir Division 2.
La Division II (abrégée en DII ou D2) est le deuxième niveau du sport universitaire de la National Collegiate Athletic Association (NCAA) en Amérique du Nord, le niveau supérieur étant la Division I, l'inférieur étant la Division III.
Depuis la création de la NCAA, les plus petites universités étaient regroupées au sein de la College Division tandis que les plus importantes étant regroupées dans la University Division. En 1973, la College Division est divisée entre la Division II dont les membres offrent des bourses sportives et la Division III dont les membres n'offre pas de bourse sportive.
En 2022, la Division II regroupe 300 universités ainsi que quatre universités en cours de reclassement et deux universités sous statut provisoire (voir ci-après).
Le slogan officiel de la DII, mis en place en 2015, est « Make it yours » (Faites en la vôtre).

## Adhésion
Les membres de cette division regroupent des petites universités publiques et de nombreuses institutions privées. Une grande minorité d'établissements (133 soit 42 %) compte moins de 2 499 élèves. Seuls 12 établissements comptent plus de 15 000 étudiants de premier cycle et seule l'université Simon Fraser en compte plus de 25 000.
La Division II a une composition diversifiée, avec deux institutions actives en Alaska et quatre à Hawaï et c'est la seule qui compte des membres à Porto Rico.
Elle est également la seule qui a élargi sa composition pour inclure une institution internationale puisque l'université Simon Fraser située au Canada est devenue la première institution en dehors des États-Unis à entrer dans le processus d'adhésion à la NCAA. Le comité d'adhésion de la division II avait accepté la candidature de cette université lors d'une réunion à Indianapolis en juillet 2009. Simon Fraser, située dans la banlieue de Vancouver à Burnaby en Colombie-Britannique a ainsi pu entamer une période de candidature de deux ans le 1er septembre 2009. Les candidats potentiels à la Division II possèdent pendant un an le statut de membre provisoire avant d'être acceptés comme membres à part entière. À l'automne 2012, le président du Conseil de la NCAA a officiellement approuvé l'université Simon Fraser comme premier membre international de l'organisation.
En avril 2017, la NCAA ratifie de manière permanente la procédure utilisée par sa Division II pour intégrer Simon Fraser. Depuis, cette procédure permet à chaque division de déterminer si elle autorise les écoles canadiennes ou mexicaines à la rejoindre.
En janvier 2018, la division II devient la première division de la NCAA à autoriser officiellement les écoles mexicaines à demander leur adhésion, à condition qu'elles répondent aux mêmes normes que ses autres membres basés aux États-Unis, y compris l'accréditation régionale américaine. L'université mexicaine Centro de Enseñanza Técnica y Superior (en) (CETYS), entièrement accréditée dans les deux pays, cherche alors à rejoindre la NCAA avec le soutien de la conférence California Collegiate Athletic Association. À cette époque, CETYS proposait des progrannes de basket-ball masculin et féminin, de volley-ball masculin et féminin, de baseball, de softball, de football (soccer) masculin, de cheerleading et de football américain. Étant donné que leur programme de football américain compte un nombre d'athlètes plus important que dans la plupart des autres sports, cela a obligé l'université à aligner six équipes féminines et quatre masculines afin de respecter l'exigence d'équilibre entre les sexes (l'université cherchaient également à ajouter une équipe d'athlétisme pour les hommes).

### Conditions d'adhésion
Les institutions de la division II doivent avoir au moins cinq programmes sportifs pour hommes et cinq pour femmes (ou quatre pour hommes et six pour femmes), dont deux sports d'équipe pour chaque sexe dont les rencontres sont réparties sur toute la saison. Les équipes mixtes (composées à la fois d'hommes et de femmes) sont considérées comme des équipes masculines à des fins de parrainage sportif.
Pour chaque sport, il existe des minima à respecter quant au nombre d'athlètes et quant au nombre de rencontres entre équipes, ainsi que des critères de programmation - les équipes de football américain et de basket-ball masculin et féminin doivent jouer au moins 50% de leurs matchs contre des équipes issues de la Division II, de la Division I Football Bowl Subdivision (FBS) ou de la Division I Football Championship Subdivision (FCS). Pour les sports autres que le football américain et le basket-ball, il n'y a pas d'exigences de programmation, tant que chaque compétition implique des équipes universitaires. Le seul sport de la NCAA dans lequel les compétitions contre des équipes de clubs peuvent compter pour le minimum de compétition d'une équipe est le rugby féminin (et pour uniquement deux rencontres sur la saison).
Il n'y a pas d'exigences minimale pour ce qui concerne les assistances lors des rencontres de football américain, ni d'exigences de taille pour le stade de basket-ball.
Les équipes de Division II comprennent généralement un certain nombre d'étudiants-athlètes issus de la région ou de l'État.
Les rivalités traditionnelles avec les universités proches géographiquement dominent les calendriers de nombreux programmes de la Division II.
Les programmes sportifs de la division II sont financés par l'université comme elle le fait pour les autres départements présents sur son campus.
Il existe des bourses d'aide financière maximales pour chaque sport, ainsi qu'une limite distincte sur les bourses d'aide financière dans les sports masculins, qu'une université de division II ne doit pas dépasser. De nombreux étudiants-athlètes de la Division II paient leurs études grâce à une combinaison de bourses d'études, de subventions, de prêts étudiants et de revenus d'emploi.
Des bourses sportives sont offertes dans la plupart des sports parrainés dans la plupart des universités, mais avec des limites plus strictes par rapport au nombre de bourses offertes en Division I. Par exemple, les écoles de la division II peuvent accorder une aide financière au programme de football américain équivalente à 36 bourses complètes (alors que chaque école de la division I FBS, le niveau le plus élevé, est autorisée à en fournir 85), bien que certaines conférences de la division II limitent le nombre de bourses à un nombre inférieur. Les bourses d'études de la Division II sont souvent octroyées aux étudiants-athlètes transférés des universités de la Division I; un étudiant transféré n'a pas à patienter un an avant de reprendre la pratique sportive comme ce serait généralement le cas en cas de transfert d'un établissement de la Division I à un autre. Cette période d'inactivité d'un an ne doit pas s'appliquer notamment lorsque :
- Les joueurs de football américain sont transférés d'une université membre de la Division I FBS vers une université membre de la Division I FCS à condition que le joueur ait au moins deux saisons restantes d'éligibilité ;
- Les joueurs sont transférés d'universités FCS octroyant des bourses vers des universités FCS n'octroyant pas de bourse[10] ;
- Lors d'un premier transfert, à condition que l'ancienne université libère le joueur de la bourse qu'elle lui avait accordée. Avant la saison 2021-2022, cette règle s'appliquait aux sports autres que le football américain, le baseball, le basket-ball masculin et féminin et le hockey sur glace masculin[10] mais elle a été étendue aux sports restants dès la saison 2021-2022[11] ;
- Les étudiants-athlètes de n'importe quel sport terminant un baccalauréat et ayant encore une éligibilité sportive qui sont transférés vers une autre université à condition qu'ils s'inscrivent à un programme menant à un diplôme distinct (diplômé, premier cycle ou professionnel) de l'ancienne université.

Il existe également certaines restrictions concernant le transfert dans une autre université pour la pratique du même sport dans la même conférence.
| Sport                               | Hommes | Femmes |
| ----------------------------------- | ------ | ------ |
| Aviron                              | –      | 20,0   |
| Baseball                            | 09,0   | –      |
| Basket-ball                         | 10,0   | 10,0   |
| Beach-volley                        | –      | 05,0   |
| Bowling                             | –      | 05,0   |
| Cross-country/Athlétisme            | 12,6   | 12,6   |
| Crosse                              | 10,8   | 09,9   |
| Équitation                          | –      | 15,0   |
| Escrime                             | 04,5   | 04,5   |
| Football américain                  | 36,0   | –      |
| Golf                                | 03,6   | 05,4   |
| Gymnastique acrobatique et tumbling | –      | 09,0   |
| Gymnastique artistique              | 05,4   | 06,0   |
| Hockey sur gazon                    | –      | 06,3   |
| Hockey sur glace                    | 13,5   | 18,0   |
| Lutte                               | 09,0   | 10,0   |
| Natation et Plongeon                | 08,1   | 08,1   |
| Rugby                               | –      | 12,0   |
| Ski                                 | 06,3   | 06,3   |
| Soccer                              | 09,0   | 09,9   |
| Softball                            | –      | 07,2   |
| Tennis                              | 04,5   | 06,0   |
| Tir                                 | 03,6   | –      |
| Triathlon                           | –      | 05,0   |
| Volley-ball                         | 04,5   | 08,0   |
| Water-polo                          | 04,5   | 08,0   |

Note : Les chiffres en gras indiquent que le nombre maximal de bourses octroyées est identique à celui imposé aux équipes de la Division I pour le même sport et pour le même sexe.

## Conférences
- California Collegiate Athletic Association (en)
- Central Atlantic Collegiate Conference (en)
- Central Intercollegiate Athletic Association (en) FB
- Conference Carolinas (en) FB
- East Coast Conference (en)
- Great American Conference (en) FB
- Great Lakes Intercollegiate Athletic Conference (en) FB
- Great Lakes Valley Conference (en) FB
- Great Midwest Athletic Conference (en) FB
- Great Northwest Athletic Conference
- Gulf South Conference (en) FB
- Lone Star Conference (en) FB
- Mid-America Intercollegiate Athletics Association (en) FB
- Mountain East Conference (en) FB
- Northeast-10 Conference (en) FB
- Northern Sun Intercollegiate Conference (en) FB
- Pacific West Conference (en)
- Peach Belt Conference (en)
- Pennsylvania State Athletic Conference (en) FB
- Rocky Mountain Athletic Conference (en) FB
- South Atlantic Conference (en) FB
- Southern Intercollegiate Athletic Conference (en) FB
- Sunshine State Conference (en)

FB signifie que la conférence possède une compétition en football américain.

### Membres indépendants

#### Programmes complets
- Bluefield State College (en)
- Université de Puerto Rico à Bayamón (en)
- Université de Puerto Rico à Mayagüez (en)
- Université de Puerto Rico à Rio Piedras (en)
- Université Salem

#### Programmes partiels
- American International College (en) (uniquement en lutte)
- Université Daemen (en) (uniquement en golf)
- Lake Erie College (en) (uniquement en lutte)
- Université Roberts Wesleyan (en) (uniquement en golf, natation et plongeon)
- St. Thomas Aquinas College (en) (uniquement en hockey sur gazon et golf)
- Université Alderson Broaddus (uniquement en hockey sur gazon)
- Université Allen (en) (uniquement en football et lutte)
- Université d'Ashland (en) (uniquement en lutte)
- Université Assumption (en) (uniquement en aviron)
- Université Augustana (en) (uniquement en tennis)
- Université du Centre de l'Oklahoma (uniquement en aviron)
- Université Colorado Mesa (en) (uniquement en tennis)
- Université d'État du Colorado à Pueblo (en) (uniquement en tennis)
- Université de Charleston (uniquement en aviron)
- Université d'État de Virginie (uniquement en baseball)
- Université Edward Waters (en) (uniquement en football)
- Université de Findlay (en) (uniquement en lutte)
- Université Franklin Pierce (uniquement en aviron)
- Université Mercyhurst (en) (uniquement en aviron)
- Université Metropolitan State à Denver (uniquement en tennis)
- Université Molloy (en) (uniquement en hockey sur gazon)
- Université Post (uniquement en football américain et golf)
- Université Shaw (uniquement en football)
- Université Shorter (uniquement en lutte)
- Université Simon Fraser (uniquement en lutte, natation et plongeon)
- Université Tiffin (en) (uniquement en lutte)
- Université Thomas Jefferson (uniquement en golf et en aviron)

## Équipes sportives

### Masculines
| No | Sport       | Équipes | Conférences | Bouses par équipe | Saison    | Meilleur palmarès                   |
| -- | ----------- | ------- | ----------- | ----------------- | --------- | ----------------------------------- |
| 1  | Foot. Am.   | 164     | 16          | 36,0              | Automne   | Northwest Missouri State (en) (6)   |
| 2  | Basket-ball | 306     | 24          | 10,0              | Hiver     | Kentucky Wesleyan (en) (8)          |
| 3  | Baseball    | 256     | 24          | 09,0              | Printemps | Florida Southern (en) (9)           |
| 4  | Football    | 206     | 24          | 09,0              | Automne   | Southern Connecticut State (en) (6) |
| 5  | Crosse      | 75      | 24          | 10,8              | Printemps | Adelphi (en) (7)                    |
| 6  | Volley-ball | 32      | 7           | 04,5              | Printemps | UCLA (19)                           |
| 7  | Water-polo  | 8       | 4           | 04,5              | Automne   | California (16)                     |

Notes
1. 1 2  Championnat combiné avec celui de la Division I.
2. ↑  Pour la saison 2022-23, le nombre de conférence est de 7 mais une de celles-ci est formée uniquement d'équipes issues de la Division I, quatre constituées d'un mixe d'équipes issues de DI et de DII et 2 uniquement composées d'équipes de DII.

Les sports sont classés en fonction du nombre total de bourses sportives (nombre d'équipes x nombre de bourses par équipe) ce qui explique que le nombre puisse posséder une décimale.
| No | Sport                 | Équipes | Athlètes | Saison    |
| -- | --------------------- | ------- | -------- | --------- |
| 1  | Athlétisme            | 223     | 7 555    | Printemps |
| 2  | Athlétisme (en salle) | 173     | 6 289    | Hiver     |
| 3  | Cross-country         | 275     | 3 640    | Automne   |
| 4  | Natation & plongeon   | 75      | 1 619    | Hiver     |
| 5  | Golf                  | 227     | 2 353    | Printemps |
| 6  | Tennis                | 167     | 1 617    | Printemps |
| 7  | Lutte                 | 62      | 1 884    | Hiver     |

### Féminines
| No | Sport            | Équipe | Conférences | Bourses par équipe | Saison    | Meilleur palmarès                              |
| -- | ---------------- | ------ | ----------- | ------------------ | --------- | ---------------------------------------------- |
| 1  | Basket-ball      | 306    | 24          | 10,0               | Hiver     | Cal Poly Pomona (en) et North Dakota State (5) |
| 2  | Football         | 259    | 24          | 09,9               | Automne   | Grand Valley State (en) (6)                    |
| 3  | Volley-ball      | 295    | 24          | 08,0               | Automne   | Concordia St. Paul (en) (8)                    |
| 4  | Softball         | 283    | 24          | 07,2               | Printemps | Cal State Northridge (en) (4)                  |
| 5  | Crosse           | 111    | 24          | 09,9               | Printemps | Adelphi (en) (8)                               |
| 6  | Aviron           | 16     | 24          | 20,0               | Printemps | Western Washington (en) (8)                    |
| 7  | Hockey sur gazon | 36     | 24          | 06,3               | Automne   | Bloomsburg (en) (13)                           |
| 8  | Water-polo       | 12     | 6           | 08,0               | Printemps | UCLA (7)                                       |

Note
1. ↑  Le championnat est combiné avec celui de la Division I.

| No | Sport               | Équipe | Athlètes | Saison    |
| -- | ------------------- | ------ | -------- | --------- |
| 1  | Athlétisme          | 255    | 7 530    | Printemps |
| 2  | Athlétisme en salle | 202    | 6 399    | Hiver     |
| 3  | Cross-country       | 300    | 3 829    | Automne   |
| 4  | Natation & Plongeon | 104    | 2 101    | Hiver     |
| 5  | Golf                | 198    | 1 547    | Printemps |
| 6  | Tennis              | 223    | 1 901    | Printemps |
| 7  | Gymnastique         | 7      | 148      | Hiver     |

## Liens annexes
- Liste des matchs de rivalité en football américain universitaire de la NCAA